# Ałma-Atinskaja
Ałma-Atinskaja (ros. Алма-Атинская) – stacja moskiewskiego metra linii Zamoskworieckiej położona w południowym okręgu administracyjnym Moskwy w rejonie Bratiejewo, otwarta 24 grudnia 2012 (jest drugą, po Borisowo otwartej 2 grudnia 2011, stacją w tym rejonie). Wyjścia prowadzą na ulice Bratiejewskaja, Paromnaja i Kluczewaja.

## Nazwa
Początkowo stacja miała nosić nazwę Bratiejewo (Братеево). Nazwę tę wcześniej miała też nosić stacja Borisowo. 29 listopada 2011 władze Moskwy zmieniły ją na Ałma-Atinskaja (na cześć dawnej stolicy Kazachstanu). Nową nazwę zaproponowały władze Kazachstanu oferując w zamian nazwanie jednej ze stacji metra w Ałmaty Moskowskaja (Московская). 